# Ėgvekinot
Ėgvekinot (in russo Эгвекинот?) è una località situata nel Circondario autonomo di Čukotka, nella Russia siberiana nordorientale, capoluogo del Iul'tinskij rajon, ed è stata fondata nel 1946. L'insediamento si trova in una piccola insenatura omonima, nella parte settentrionale della baia Kresta.

## Clima
| Ėgvekinot (1991-2020) Fonte: | Mesi         | Mesi         | Mesi         | Mesi         | Mesi         | Mesi        | Mesi        | Mesi        | Mesi         | Mesi         | Mesi         | Mesi         | Stagioni | Stagioni | Stagioni | Stagioni | Anno  |
| Ėgvekinot (1991-2020) Fonte: | Gen          | Feb          | Mar          | Apr          | Mag          | Giu         | Lug         | Ago         | Set          | Ott          | Nov          | Dic          | Inv      | Pri      | Est      | Aut      | Anno  |
| ---------------------------- | ------------ | ------------ | ------------ | ------------ | ------------ | ----------- | ----------- | ----------- | ------------ | ------------ | ------------ | ------------ | -------- | -------- | -------- | -------- | ----- |
| T. max. media (°C)           | −14,3        | −13,1        | −11,8        | −5,8         | 2,8          | 11,3        | 14,3        | 12,9        | 7,8          | 0,1          | −6,2         | −11,9        | −13,1    | −4,9     | 12,8     | 0,6      | −1,2  |
| T. media (°C)                | −18,1        | −17,2        | −16,2        | −9,9         | −0,5         | 6,7         | 10,5        | 9,5         | 4,8          | −2,3         | −9,1         | −15,2        | −16,8    | −8,9     | 8,9      | −2,2     | −4,8  |
| T. min. media (°C)           | −21,8        | −21,3        | −20,5        | −14,0        | −3,6         | 3,0         | 7,6         | 6,7         | 2,0          | −4,8         | −12,3        | −18,6        | −20,6    | −12,7    | 5,8      | −5,0     | −8,1  |
| T. max. assoluta (°C)        | 6,3 (2011)   | 5,1 (1958)   | 6,0 (1981)   | 7,8 (1948)   | 23,0 (2016)  | 28,8 (1971) | 36,5 (2019) | 25,0 (2002) | 19,4 (1996)  | 12,8 (1948)  | 7,9 (1991)   | 9,5 (1998)   | 9,5      | 23,0     | 36,5     | 19,4     | 36,5  |
| T. min. assoluta (°C)        | −45,8 (1993) | −46,9 (1993) | −44,8 (2021) | −36,1 (1949) | −27,8 (1949) | −7,1 (1956) | −0,1 (1982) | −6,0 (1980) | −10,0 (1963) | −23,9 (1948) | −36,0 (1979) | −38,1 (2012) | −46,9    | −44,8    | −7,1     | −36,0    | −46,9 |
| Precipitazioni (mm)          | 29           | 36           | 35           | 19           | 33           | 43          | 83          | 86          | 60           | 65           | 50           | 33           | 98       | 87       | 212      | 175      | 572   |